# Геза Чат
Геза Чат (мађ. Géza Csáth, право име Јожеф Бренер, мађ. Brenner József, 13. фебруара 1887 (према другим подацима — 1888), Суботица, Аустроугарска — 11. септембра 1919, Суботица, Краљевство СХС) — мађарски прозаик, драматург, сликар, музичар и критичар музике, рођак писца Дежеа Костолањија.

## Биографија
Рођен је у породици суботичког адвоката. Од детињства га је занимала музика. Изгубио је мајку када је имао осам година. Са 14 година објављивао је чланке о музици. Као музички критичар био је међу првима, који су подржавали напоре Беле Бартока и Золтана Кодаља, због чега је наишао на одбијање званичне музичке заједнице. Завршио је Медицинску школу у Будимпешти (1904), а затим Медицински универзитет (1909). Постао је неуролог. Објављивао је радове о медицини.
Као писац, брзо је стекао славу, био је близак утицајном часопису „Нигату” и његовој модернистичкој естетици. Од 1909. или 1910, када му је дијагностикована „плућна туберкулоза”, почео је да користи наpкотике (опијум, морфијум), а 1911. године покушао је да се слободи зависности од наркотика. Године 1912. напустио је престижну градску клинику и практиковала се у сеоској болници
Године 1914. позван је у војску. Године 1919. поново је покушао да се излечи од наркоманије, побегао из психијатријске болнице, покушао је да убије жену и изврши самоубиство (обоје су остали живи). Премештен у другу болницу, поново је побегао. Хтео је да се врати у Психијатријску клику Моравчик, али су га на демаркационој линији између Мађарске и Краљевине СХС привели војници српске војске. На крају је извршио самоубиство узимајући прекомерну дозу пантопона.

## Књижевно стваралаштво и признање
Прво дело је објавио 1903. године. У његовим делима савремени научни поглед на свет комбинује се са ирационалним страховима, одражавајући како кризу Аустроугарско царства, тако и личну пишчеву психолошку кризу. Његови јунаци су углавном чудни, ментално болесни, несрећни и неуспешни.
Новеле и дневници Гезе Чата преведени су на енглески, француски, немачки, италијански, португалски, пољски, естонски и друге језике.
Његове радове екранизовао је мађарски режисер Јанош Сас, чији је филм „Витманови дечаци” (1997) добио Сребрну награду на 20. Московском међународном филмском фестивалу 1997. године и награду Међународне федерације филмских критичара.
У Суботици је Гези Чату постављен споменик. 

## Дела
- A varázsló kertje / Сад чародея (1908, књига новела)
- Az albíróék és egyéb elbeszélések / Оцене и друге приче (1909)
- Délutáni álom / Поподневни сан 1911, новеле)
- Hamvazószerda / Прашњава среда (1911, игра за позориште лутака)
- A Janika/ Јаника (1911, драма)
- Schmith mézeskalácsos / Посластичар Шмит (1912, новеле)
- Muzsikusok / Музичари (1913, есеј)